# David Svoboda
David Svoboda, född den 19 mars 1985 i Prag, Tjeckien, är en tjeckisk idrottare inom modern femkamp.
Han tog OS-guld i herrarnas moderna femkamp i samband med de olympiska tävlingarna i modern femkamp 2012 i London.